# Rabac

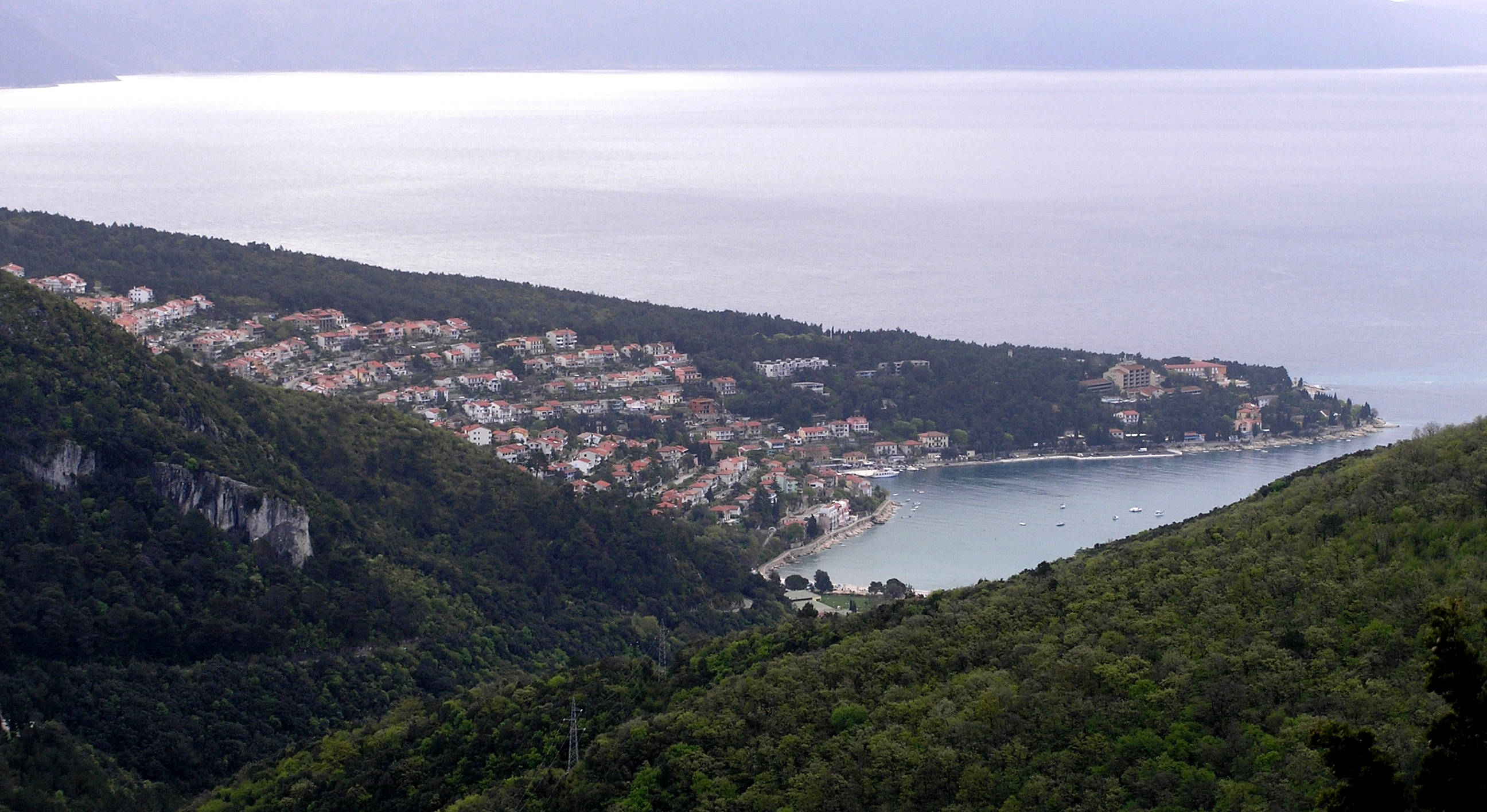
Rabac (2008)

Rabac [ˈrabat͡s] (italienisch Porto Albona) ist ein Ortsteil der Stadt Labin in Kroatien auf der Halbinsel Istrien am Rande der Kvarner-Bucht.

## Geschichte
Zwischen 599 und 611 eroberten Kroaten die Gegend. Im Jahr 1276 kam die Istrische Halbinsel unter die Kontrolle Venedigs. Nach dem Fall Venedigs 1797 und der kurzen Regentschaft Frankreichs unter Napoleon (1809–1813) übernahm Österreich die Herrschaft über das kroatische Küstenland.
Nach dem Ersten Weltkrieg kam Rabac an Italien, Ende des Zweiten Weltkriegs wurde die von der Wehrmacht besetzte Region 1944 von Alliierten befreit. Im April 1944 wurde die Stadt selbst von Titos Partisanen eingenommen und kam 1947 mit dem Friedensvertrag von Paris an Jugoslawien. Seit der Unabhängigkeitserklärung Kroatiens im Jahre 1991 und seiner völkerrechtlichen Anerkennung am 23. Januar 1992 liegt der Ort in Kroatien.

## Tourismus
Ein früher bekannter Gast von Rabac war der englische Reiseschriftsteller Richard Francis Burton, der im Jahre 1876 in Rabac weilte. Nachdem er Rabac, Abbazia und andere Küstenstädte kennengelernt hatte, beschrieb er in einem Aufsatz für das Journal of the Royal Anthropological Institute in Oxford die Küste von Istrien, in dem er die Schönheit und den Charme des malerischen Rabac verherrlichte. Zu dieser Zeit wurden in Rabac die ersten Sommerhäuser erbaut. Eines der schönsten Sommerhäuser gehörte der bekannten Familie Prohaska aus Rijeka, die aus Böhmen stammte. Burtons Schrift von 1878 wurde im 20. Jahrhundert erneut aufgegriffen und zusammen mit anderen Texten als kommentierte Fassung auf Serbokroatisch („Bilješke o Istri“, 2003) und Italienisch („Il litorale istriano“, 1975) publiziert.
Die Anfänge des Tourismus reichen an das Ende des 19. Jahrhunderts zurück, als erste Ausflügler Rabac besuchten.
Heute ist Rabac ein beliebter Fremdenverkehrsort und verfügt über Gastronomie, Angebote für Bootsausflüge und Sportaktivitäten. Im Ort gibt es Felsen- und Kiesstrände.
Vor Rabac liegt in der Kvarner Bucht die Insel Cres.